# Ktoś cię obserwuje
Ktoś cię obserwuje (hiszp. Alguien te mira) – amerykańska telenowela z 2010 roku. Wyprodukowana przez wytwórnię Telemundo. Jest to remake telenoweli chilijskiej o tym samym tytule.
Telenowela była emitowana m.in. w Stanach Zjednoczonych przez kanał Telemundo czy w Chile na chilijskim TVN.

## Obsada
| Aktor              | Postać                             | Kim jest                                                                  |
| ------------------ | ---------------------------------- | ------------------------------------------------------------------------- |
| Christian Meier    | Rodrigo Quintana                   | Były chłopak Piedad                                                       |
| Danna García       | Piedad Estévez                     | Główna bohaterka                                                          |
| Rafael Amaya       | Julian García Correa               | „Łowca” – zabójca 14 osób; były mąż Matilde, zakochany w Piedad           |
| Karla Monroig      | Matilde Larrain                    | Była żona Juliana                                                         |
| David Chocarro     | Benjamin Morandé                   | Mąż Tatiany, wspólnik Juliana i Piedad, kochanek Camili                   |
| Geraldine Bazan    | Tatiana Wood                       | Wspólniczka Matilde, żona Benjamina                                       |
| Angelica Celaya    | Eva Zanetti                        | 7. ofiara zabójcy; detektyw prowadząca śledztwo w sprawie Łowcy           |
| Rodrigo de la Rosa | Pedro Pablo Peñafiel               | Prawnik w klinice Juliana, Rodriga i Piedad; mąż Dolores                  |
| Ximena Duque       | Camila Wood                        | Siostra Tatiany, kochanka Benjamina                                       |
| Yul Bürkle         | Mauricio Ostos                     | 9. ofiara zabójcy; reporter zakochany w Matilde                           |
| Evelin Santos      | Luisa Carvajal                     | Detektyw policji; przejmuje śledztwo po śmierci Zanetti                   |
| Diana Franco       | Dolores „Lola” Morandé Peñafiel    | Siostra Benjamina, żona Pedro Pablo                                       |
| Carolina Tejera    | Valeria Stewart                    | 14. ofiara zabójcy; uzależniona od narkotyków modelka zakochana w Rodrigo |
| Carlos Garin       | Angel Maldonado                    | Prokurator                                                                |
| Alba Raquel Barros | Yolanda Guadalupe „Yoyita” Montoya | Służąca rodziny Peñafiel                                                  |
| Iván Hernández     | Jiménez                            | Policjant                                                                 |
| Andres Mistage     | Amador Sánchez                     | Policjant                                                                 |
| Cynthia Olavarría  | Lucia „Lucy” Saldaña               | Masażystka w klinice, zakochana w Pedro Pablo                             |
| Roberto Gatica     | Nicolas Gordon                     | Syn Blanki; twierdzi, że wie, kto zabija kobiety                          |
| Andres Cotrino     | Emilio García Larraín              | Syn Juliana i Matilde                                                     |
| Sofia Sanabria     | Amparo Zanetti                     | Córka Evy                                                                 |
| Ariana Muniz       | Maria Esperanza Peñafiel Morande   | Najmłodsza córka Dolores i Pedro Pablo                                    |
| Nicole Arci        | Maria Teresa Peñafiel Morande      | Druga córka Dolores i Pedro Pablo                                         |
| Natalie Medina     | Maria Jesus Peñafiel Morande       | Najstarsza córka Dolores i Pedro Pablo                                    |
| Daniel Fernández   | Benjamin Morande Junior            | Syn Tatiany i Benjamina                                                   |
| Emily Alvarado     | Isadora Morande                    | Córka Tatiany i Benjamina                                                 |

Wystąpienia specjalne oraz aktorzy drugoplanowi
| Aktor                | Postać                 | Kim jest |
| -------------------- | ---------------------- | --- |
|                      | Elvira Romero          | 1. ofiara zabójcy; zabita 9 miesięcy przed początkiem akcji serialu, jej ciało odnaleziono w rzece               |
| Yami Quintero        | Angela Argento         | 2. ofiara zabójcy, zamordowana na dachu wieżowca                                                                 |
| Marta González       | Maria Gracia Carpenter | 3. ofiara zabójcy, kochanka Benjamina, utopiona w akwarium                                                       |
| Arianna Coltellacci  | Blanca Gordon          | 4. ofiara zabójcy, uzależniona od narkotyków była żona Rodrigo                                                   |
| Zuleyka Rivera       | Rocío Lynch Wood       | 6. ofiara zabójcy; kuzynka Tatiany i Camili, kochanka Benjamina                                                  |
| Riczabeth Sobalvarro | Daniela Franco         | 8. ofiara zabójcy; korordynatorka grupy wsparcia dla uzależnionych od narkotyków, przyjaciółka Valerii i Rodriga |
| Héctor Soberón       | Daniel Vidal           | 13. ofiara zabójcy; ojczym Juliana                                                                               |
|                      | Merelin                | 11. ofiara zabójcy; sekretarka w biurze Edwarda.                                                                 |
| Carlos Cruz          | Andres Larraín         | Ojciec Matilde                                                                                                   |
| Carlos Cuervo        | Carlos Zanetti         | Ojciec Amparo |
| Cristina Figarola    | Fabiola Garcia         | Matka Juliana, którą zamordował                                                                                  |
| Duvier Poviones      | Nelson                 | Policjant |
| Itzel Ramos          |                        | Matka Lucy |
| Jeniree Blanco       | Amanda                 | Szefowa Rodrigo                                                                                                  |
| Jorge Hernández      | Edward James Sandberg  | 12. ofiara zabójcy; Adwokat i przyjaciel Daniela Vidala                                                          |
| Jorge Luis Portales  |                        | Policjant |
| Juan Carlos Baena    |                        | Producent. szef Valerii                                                                                          |
| Luke Grande          | Dr. Gibson             | Doktor Matilde                                                                                                   |
| Markel Berto         | Renato                 | Były partner Camili                                                                                              |
| Norma Matos          | Veronica               | Sekretarka kliniki plastycznej, najbliższa przyjaciółka Piedad                                                   |
| Osvaldo Strongoli    |                        | 10. ofiara zabójcy; zamordowany podczas próby pomocy Matilde.                                                    |
| Patricio Doren       | Baltazar Toledo        | Narkoman chory na schizofrenię, były pacjent Rodrigo                                                             |
| Ryan Smith           |                        | Policjant |
| Susana Pérez         | Mercedes Larraín       | Matka Matilde |
| Tomas Doval          |                        | Prawnik Mauricia Ostosa                                                                                          |
| Gladys Sandino       |                        | Pielęgniarka |
| Victoria del Rosal   | Amalia Vieyra          | 5. ofiara zabójcy; prostytutka                                                                                   |
| Viviana Mendez       | Aura Pimentel          | Ginekolog i przyjaciółka Piedad                                                                                  |
| Lynda Brown          | Marta                  | Druga sekretarka w klinice                                                                                       |
| Daniel Duarte        |                        | Policjant. |